# Glada tal
Glada tal är definierade enligt följande: Börja med ett positivt heltal. Ersätt talet med summan av kvadraterna av dess siffror och repetera utförandet tills talet man har kvar är 1. Många tal blir aldrig 1 och fortsätter bara repetera processen i all oändlighet. Tal som slutar på 1 är glada tal och de som inte gör det är ledsna tal. Ett datorprogram som testar alla tal upp till och med {\displaystyle 10^{20}} visar på att ungefär 12% av alla tal är glada tal, men det finns inget konkret bevis för det.

## Översikt
Mer formellt: givet ett tal {\displaystyle n=n_{0}}, definiera en sekvens av tal {\displaystyle n_{1}}, {\displaystyle n_{2}}, ... där {\displaystyle n_{i+1}} är summan av kvadraterna på siffrorna i talet {\displaystyle n_{i}}. Då är {\displaystyle n} glatt om och endast om sekvensen går mot 1.
Om ett tal är glatt är alla tal i dess sekvens glada; om ett tal är ledset är alla tal i dess sekvens ledsna. Exempelvis är talet 7 glatt:
72 = 49
42 + 92 = 97
92 + 72 = 130
12 + 32 + 02 = 10
12 + 02 = 1
De första glada talen är:
1, 7, 10, 13, 19, 23, 28, 31, 32, 44, 49, 68, 70, 79, 82, 86, 91, 94, 97, 100, 103, 109, 129, 130, 133, 139, 167, 176, 188, 190, 192, 193, 203, 208, 219, 226, 230, 236, 239, 262, 263, 280, 291, 293, 301, 302, 310, 313, 319, 320, 326, 329, 331, 338, 356, 362, 365, 367, 368, 376, 379, 383, 386, 391, 392, 397, 404, 409, 440, 446, 464, 469, 478, 487, 490, 496, 536, 556, 563, 565, 566, 608, 617, 622, 623, 632, 635, 637, 638, 644, 649, 653, 655, 656, 665, 671, 673, 680, 683, 694, 700, 709, 716, 736, 739, 748, 761, 763, 784, 790, 793, 802, 806, 818, 820, 833, 836, 847, 860, 863, 874, 881, 888, 899, 901, 904, 907, 910, 912, 913, 921, 923, 931, 932, 937, 940, 946, 964, 970, 973, 989, 998, 1000, … (talföljd A007770 i OEIS)

## Sekvensernas beteende
Om {\displaystyle n} inte är glatt går dess sekvens inte mot 1, utan hamnar bara i en cykel. Sekvensen för talet 4 ser ut som följande:
4, 16, 37, 58, 89, 145, 42, 20, 4, …
För att verifiera detta får man notera att om det positiva heltalet n har m siffror så blir summan av siffrornas kvadrater högst 81m. För m ≥ 4 får man:
{\displaystyle n\geq 10^{m-1}>81m}
Detta visar att alla {\displaystyle n>1000} blir mindre i processen. Då {\displaystyle n<1000} blir summan av siffrornas kvadrater störst om {\displaystyle n=999}, då summan blir 3·92 = 243.
- Då 100 ≤ n ≤ 243, bildar 199 det högsta talet, 163.
- Då 100 ≤ n ≤ 163, bildar 159 det högsta talet, 107.
- Då 100 ≤ n ≤ 107, bildar 107 det högsta talet, 50.

Studerar vi intervallen [244,999], [164,243], [108,163] och [100,107] närmare ser vi att varje tal över 99 blir mindre och mindre under processen. Därav spelar det ingen roll vilket tal vi börjar med, då vi alltid hamnar under 100. Uttömmande sökning visar då att varje tal {\displaystyle 1\leq n\leq 99} antingen är ett glatt tal eller hamnar i den "övre cykeln".

## Glada primtal
Ett glatt primtal är precis som det låter ett primtal som även är ett glatt tal.
De första glada primtalen är: 
7, 13, 19, 23, 31, 79, 97, 103, 109, 139, 167, 193, 239, 263, 293, 313, 331, 367, 379, 383, 397, 409, 487, …
Alla primtal av formen {\displaystyle 10^{n}+3} och {\displaystyle 10^{n}+9} är glada tal. Det palindromiska primtalet {\displaystyle 10^{150006}+7426247\cdot 10^{75000}+1} är ett glatt primtal med 150007 siffror eftersom de många nollorna inte bidrar till summan av siffrornas kvadrater och {\displaystyle 1^{2}+7^{2}+4^{2}+2^{2}+6^{2}+2^{2}+4^{2}+7^{2}+1^{2}=176} som är ett glatt tal som Paul Jobling upptäckte 2005.